# Hegyi szitakötők
A hegyi szitakötők (Cordulegastridae) a rovarok (Insecta) osztályában a szitakötők (Odonata) rendjének egyik családja.

## Megjelenésük, felépítésük
A szárnyaik üvegszerűen átlátszóak: a hímeké víztiszta, a nőstényeké részben halványsárga. A hosszanti szárnyjegy alatt három sejt fér el. A fekete toron a sárga sávok határa éles. A szemek a fejtetőn egy ponton összeérnek. Mindkét szárnyuk szárnyháromszögének hegyesszöge oldalra, a szárnyak csúcsa felé néz.

## Életmódjuk, élőhelyük
Imágóik patakok mentén élnek, és lesben ülve vadásznak.

## Rendszerezésük
A családba az alábbi nemek tartoznak:
- Anotogaster
- Cordulegaster
- Neallogaster
- Sonjagaster